# Drosera paradoxa
Drosera paradoxa är en sileshårsväxtart som beskrevs av Allen Lowrie. Drosera paradoxa ingår i släktet sileshår, och familjen sileshårsväxter.
Artens utbredningsområde är:
- Northern Territory, Australien.
- Ashmore-Cartieröarna.
- Western Australia.

Inga underarter finns listade i Catalogue of Life.

## Bildgalleri

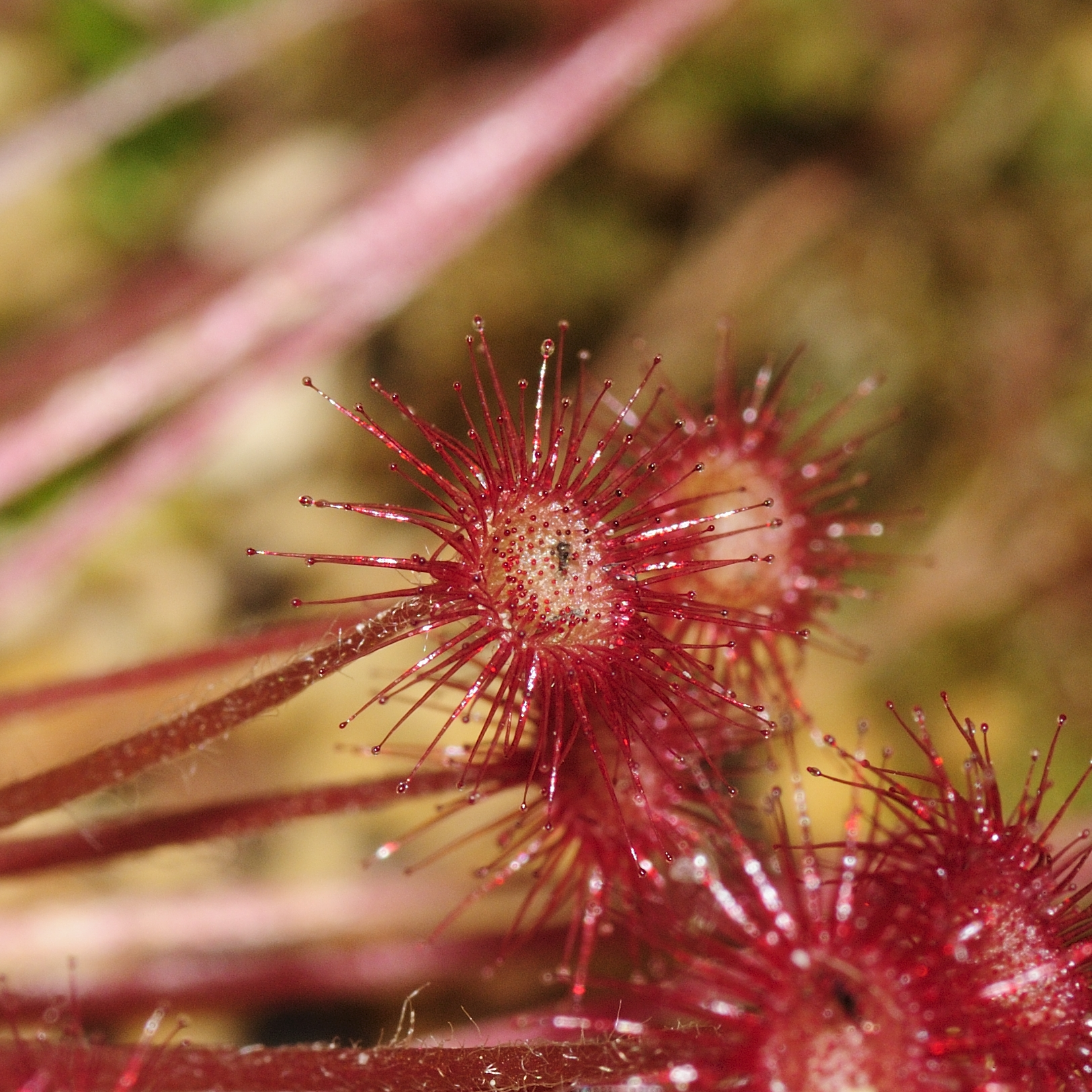
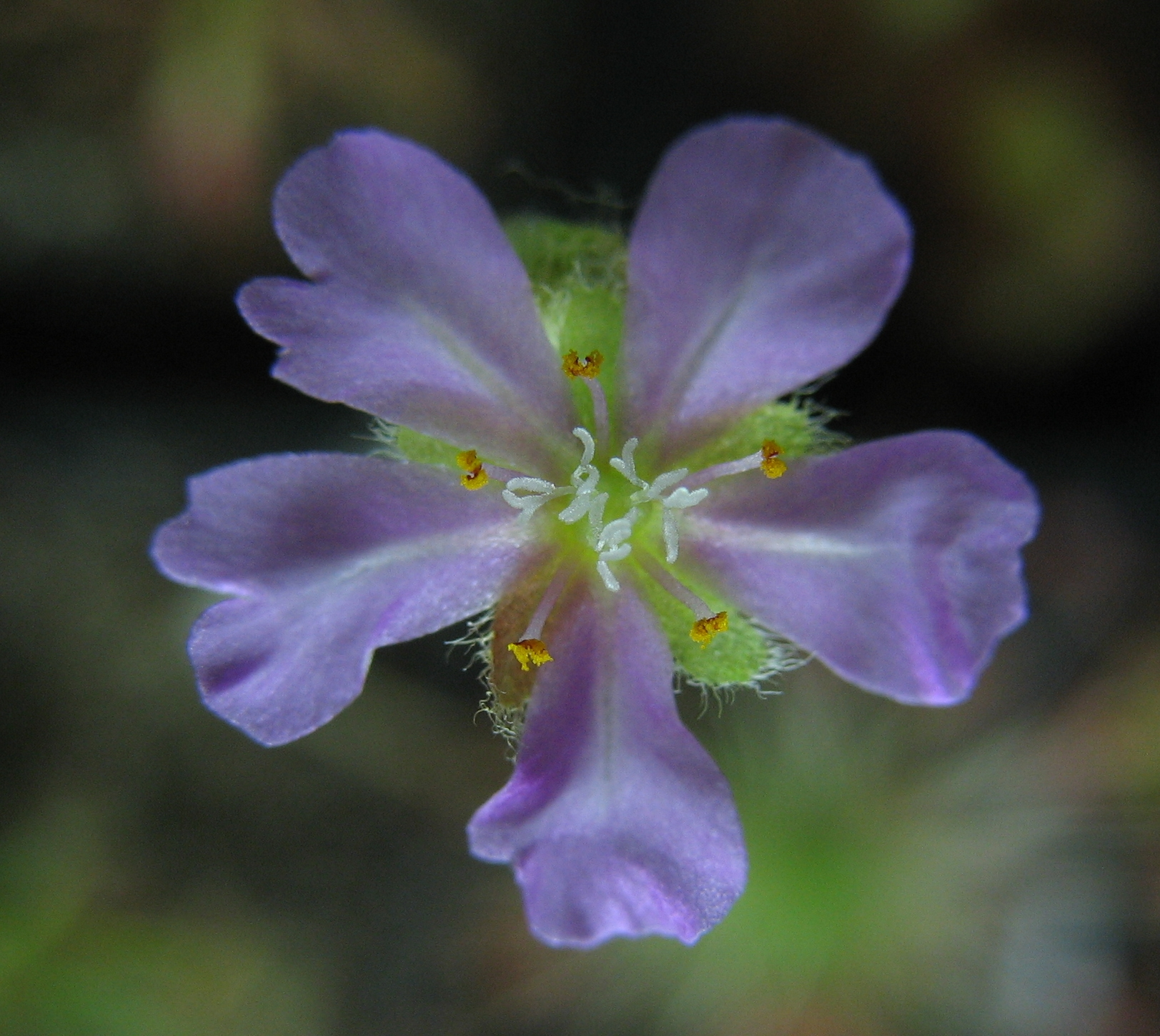
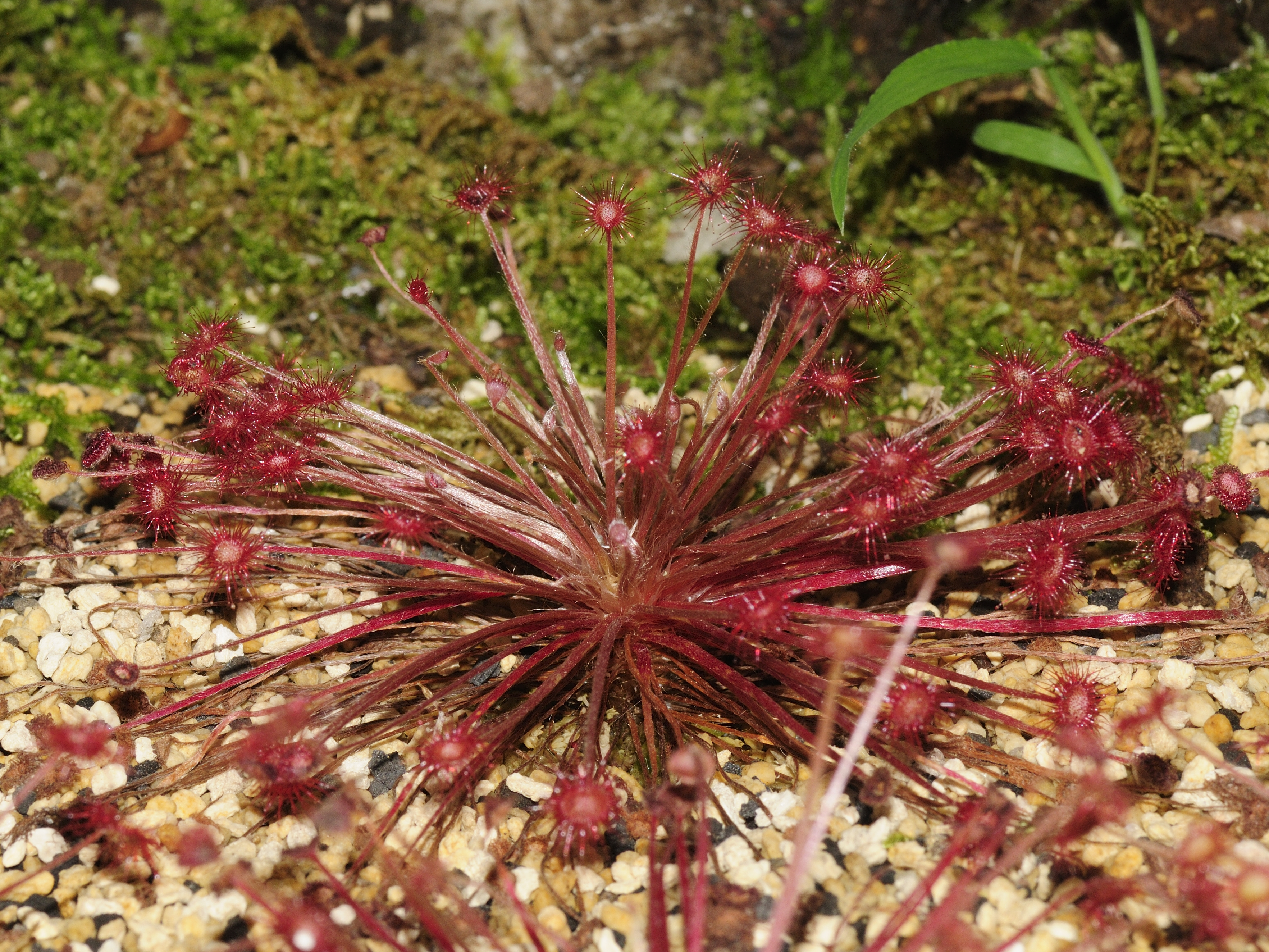
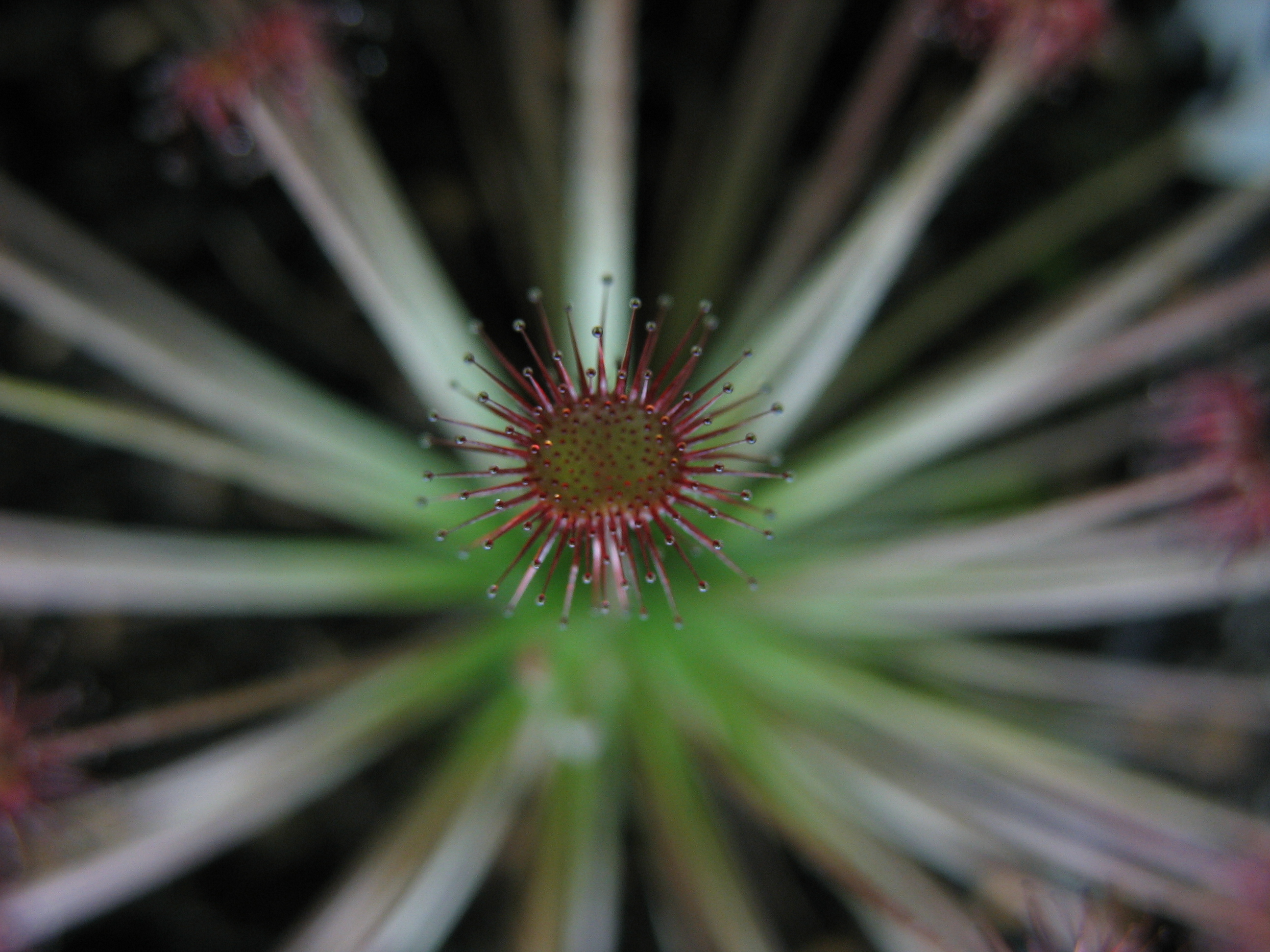
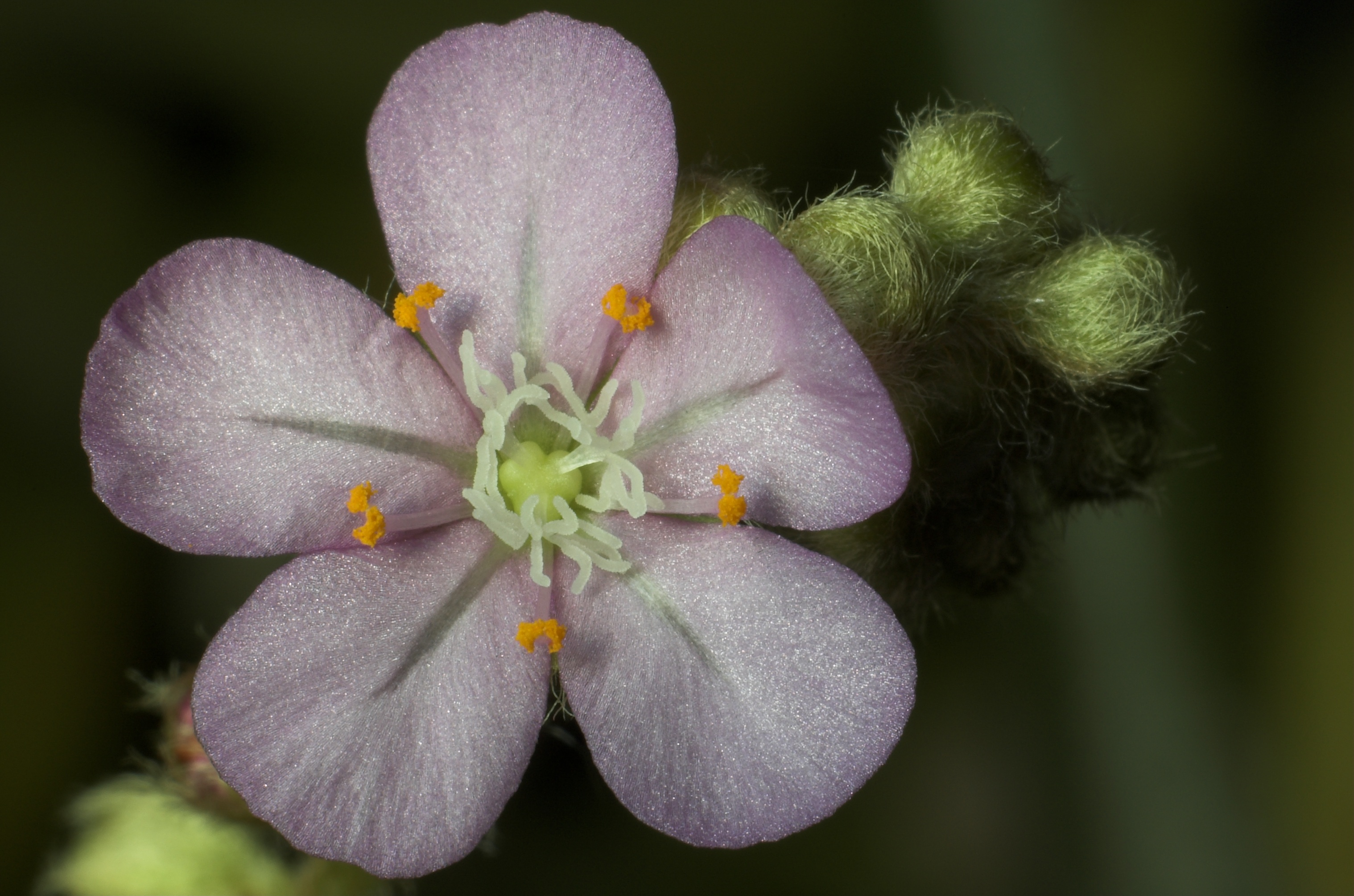
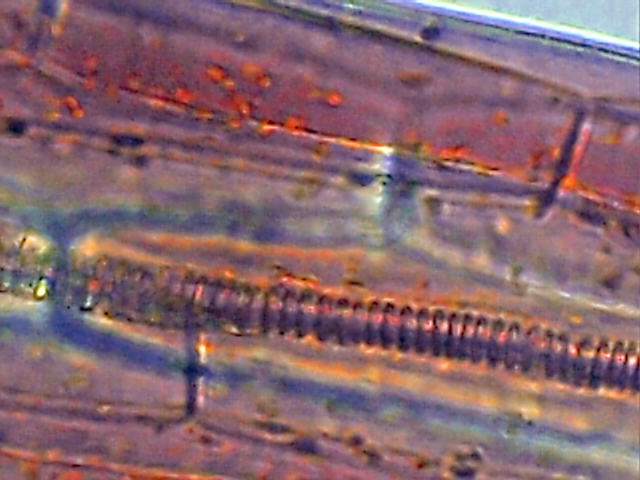